# Norra Kullertjärnen
Norra Kullertjärnen är en sjö i Ludvika kommun i Dalarna och ingår i Göta älvs huvudavrinningsområde. Sjön har en area på 0,088 kvadratkilometer och ligger 388,9 meter över havet.

## Delavrinningsområde
Norra Kullertjärnen ingår i det delavrinningsområde (667616-141724) som SMHI kallar för Inloppet i Stora Lejen. Medelhöjden är 438 meter över havet och ytan är 7,23 kvadratkilometer. Det finns inga avrinningsområden uppströms utan avrinningsområdet är högsta punkten. Gullspångsälven (Liälven) som avvattnar avrinningsområdet har biflödesordning 2, vilket innebär att vattnet flödar genom totalt 2 vattendrag innan det når havet efter 436 kilometer. Avrinningsområdet består mestadels av skog (88 procent). Avrinningsområdet har 0,2 kvadratkilometer vattenytor vilket ger det en sjöprocent på 2,7 procent.